# Leila Ouahabi
Leila Ouahabi El Ouahabi (Mataró, 22 maart 1993) is een Spaans voetbalster van Marokkaanse afkomst. Ze speelt als linksback bij Manchester City WFC.

## Clubvoetbal
Ouahabi speelde vanaf 14-jarige leeftijd in de jeugd van FC Barcelona. Ze debuteerde in 2011 in het Femení-elftal en Ouahabi won dat jaar de Copa de la Reina. Met de blaugranas won ze in haar eerste seizoen de landstitel. In 2013 volgde de dubbel met naast de landstitel de nationale beker. In 2013 vertrok Ouahabi naar Valencia CF. In 2016 keerde ze als vervanger naar FC Barcelona en Ouahabi werd de vaste linksback. Sinds juli 2022 speelt de verdedigster voor Manchester City WFC. 

## Nationaal elftal
Ouahabi speelde voor de Spaanse jeugdelftallen. In maart 2016 maakte ze haar debuut in het Spaans nationaal elftal in een wedstrijd tegen Roemenië (0-0). In maart 2017 won Ouahabi met Spanje de Algarve Cup en ze scoorde in de finale tegen Canada het enige doelpunt. In juli 2017 speelde ze op het Europees kampioenschap in Nederland. Op dit toernooi bereikte Ouahabi met Spanje de kwartfinales.
In 2014 debuteerde Ouahabi in het Catalaans elftal in een wedstrijd tegen Baskenland (1-1).
1: Gallardo ·
2: Jiménez ·
3: Ouahabi ·
4: Paredes ·
5: Andrés ·
6: Losada ·
7: Corredera ·
8: Torrejón ·
9: Caldentey ·
10: Hermoso ·
11: Putellas · 12: Guijarro · 13: Paños · 14: Torrecilla · 15: Meseguer · 16: León · 17: L. García · 18: Bonmatí · 19: Sampedro · 20: Pereira · 21: Falcón · 22: N. García · 23: Quiñones · Coach: Vilda